# Микроспорогенез

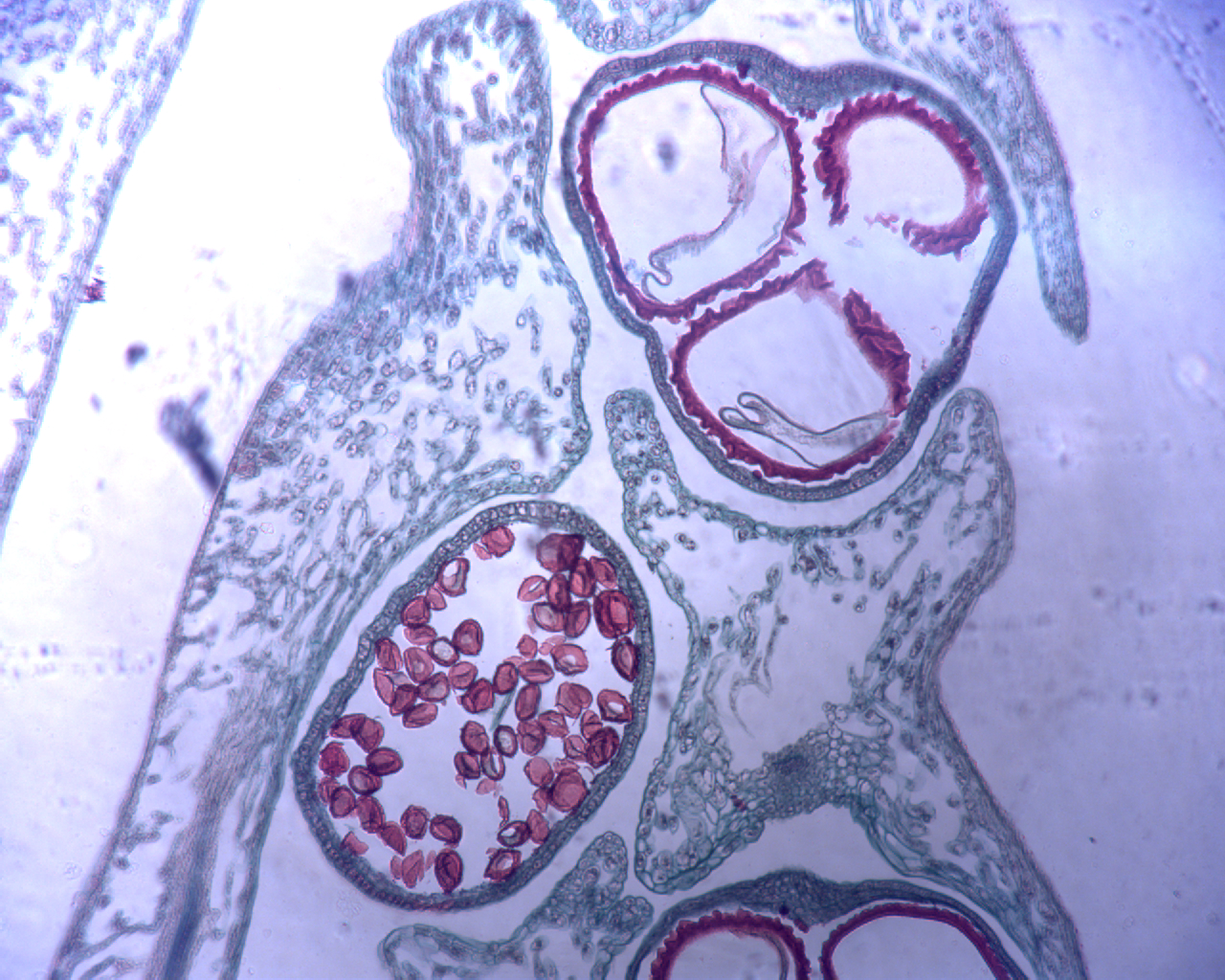
Микрофотография спорангия

Микроспорогенез — процесс развития микроспор в микроспорангиях (гнездах пыльника) у разноспоровых папоротниковидных и семенных растений папоротникообразных и семенных растений.
Формирование микроспоры начинается в пыльниках. Сначала в молодом пыльнике образуется спорогенная ткань – археоспорий, который делится и становится материнской клеткой пыльника, что называется – микроспороцитом. Микроспороцит делится мейотически в результате чего создается 4 гаплоидные клетки микроспор, которые называются – тетрадами. Когда эти тетрады созревают они распадаются на отдельные микроспоры, микроспоры быстро делятся и образуют внутренние клетки и наружную оболочку.